# پوتپیتیا
پوتپیتیا (به لاتین: Pottepitiya) یک منطقهٔ مسکونی در سری‌لانکا است که در استان مرکزی (سری‌لانکا) واقع شده‌است.